# Viguiera cornifolia
Viguiera cornifolia là một loài thực vật có hoa trong họ Cúc. Loài này được (Kunth) S.F.Blake miêu tả khoa học đầu tiên năm 1918.